# Нижник Ілля Ігорович
Ілля Ігорович Нижник (27 вересня 1996, Вінниця) — український шахіст, гросмейстер (2011).
Його рейтинг станом на січень 2024 року — 2596 (211-те місце у світі, 10-те в Україні).

## Особисте життя
Народився в 1996 у сім'ї програміста (батько) та інженера-будівельника. У 3 роки навчився читати, у 4 — грати у шахи. Мати — Ірина Вікторівна, старша сестра Катерина.
У 2000 бабуся відвела його у шаховий клуб (ДЮСШ № 6). До восьми років займався у Михайла Шафіра, потім у міжнародного майстра Миколи Боднара. Навчався у вінницькій фізико-математичній гімназії № 17.

## Кар'єра
Чемпіон України серед хлопців віком до 10 років (2005, 2006);

Чемпіон України серед хлопців віком до 12 років (2006);

Чемпіон Європи серед хлопців віком до 12 років (2007);

Віце-чемпіон світу серед хлопців віком до 12 років;

Чемпіон Європи серед юнаків до 16 років (2008);

Чемпіон України серед шахістів до 20 років (2010);
У квітні 2008 року з результатом 8½ очок з 11 можливих Нижник переміг на «Меморіалі Набокова» (Київ) виконавши свою першу норму гросмейстера. У вересні 2008 року, у віці до 12 років, він виграв юнацький чемпіонат Європи з шахів до 16 років. Незабаром після цього, у грудні 2008 року, він посів 12 місце в чемпіонаті України з турнірним перфомансом — 2594 (для виконання другої норми гросмейстера необхідно було 2600 балів). У грудні 2009 року він виграв турнір «Schaakfestival Groningen» у Нідерландах з турнірним перфомансом — 2741.
У грудні 2010 року Нижник розділив 1-6 місця (2 місце за додатковим показником) на турнірі «Schaakfestival Groningen» у Гронінгені. Цей результат забезпечив Іллі Нижнику останню норму гросмейстера, та зробив його у віці 14 років і трьох місяців, одним з наймолодших гросмейстерів у світі (11 місце за віком на той час).
У січні 2011 року, набравши 8½ очок з 13 можливих, Нижник посів друге місце грав у групі C турніру Вейк-ан-Зеє 2011. Також у 2011 році він розділив 1-6 місця з Кузубовим, Соколовим, Бакланом, Каміль Мітонем, Йон Людвіг Хаммером на турнірі «Рейк'явік опен».
У липні 2018 року І. Нижник виграв представницький турнір World Open у Філадельфії, США. У опені взяли участь 200 шахістів, серед яких 30 гройсместерів. 12-й за стартовим рейтингом Ілля здобув абсолютну перемогу — 7,5 очок у 9 турах, не зазнавши жодної поразки .
У серпні 2019 року з результатом 7 з 9 можливих очок (+5-0=4) Нижник виграв відкритий чемпіонат США, що проходив в Орландо (Флорида).
24 жовтня 2021 року 25-ти річний гройсмейстер з Вінниці переміг у міжнародному турнірі в США «15th Spice Cup 2021» у Клейтоні, набравши 7 очків .
У травні 2022 року Нижник вийшов на перше місце в Україні за рейтингом серед усіх шахістів .